# پال له مت
پال له مت (انگلیسی: Paul Le Mat؛ زادهٔ ۲۲ سپتامبر ۱۹۴۵) هنرپیشه اهل ایالات متحده آمریکا است. وی از سال ۱۹۷۳ میلادی تاکنون مشغول فعالیت بوده‌است. از فیلم‌هایی که وی در آن نقش داشته است، می‌توان به دیوارنویسی آمریکایی و ایالتی اشاره کرد.